# Сьвіняри-Старі
Сьвіняри-Старі (пол. Świniary Stare) — село в Польщі, у гміні Лонюв Сандомирського повіту Свентокшиського воєводства.
Населення — 551 особа (2011).
У 1975-1998 роках село належало до Тарнобжезького воєводства.

## Демографія
Демографічна структура на день 31 березня 2011 року:
|          | Загалом | Допрацездатний вік | Працездатний вік | Постпрацездатний вік |
| -------- | ------- | ------------------ | ---------------- | -------------------- |
| Чоловіки | 284     | 59                 | 198              | 27                   |
| Жінки    | 267     | 38                 | 160              | 69                   |
| Разом    | 551     | 97                 | 358              | 96                   |